# Pissotte
Pissotte é uma comuna francesa na região administrativa da Pays de la Loire, no departamento de Vendéia. Estende-se por uma área de 11,96 km². Em 2010 a comuna tinha 1 196 habitantes (densidade: 100 hab./km²).